# Палладин, Николай Иванович
Николай Иванович Палла́дин — советский хозяйственный, государственный и политический деятель, Герой Социалистического Труда.

## Биография
Родился в 1908 году в деревне Дютьково (ныне Одинцовский район, Московская область). Член ВКП(б) с 1943 года.
С 1924 года — на хозяйственной, общественной и политической работе. В 1924—1973 годы — ученик слесаря, слесарь, технолог, начальник технологического бюро цеха, начальник ложевого цеха на Подольском механическом заводе, начальник ложевого цеха Ижевского машиностроительного завода (во время Великой Отечественной войны — завод № 74 Народного комиссариата вооружения), директор Ижевского механического завода Министерства оборонной промышленности СССР.
Умер в Ижевске в 1992 году.

## Признание
- Герой Социалистического Труда (28.7.1966)
- два ордена Ленина  (5.1.1944; 1966)
  - Указом Президиума Верховного Совета СССР «О награждении орденами и медалями работников ордена Ленина завода № 74 Народного комиссариата вооружения» от 5 января 1944 года «за выдающиеся заслуги в деле освоения новых видов авиационного и стрелкового вооружения и образцовое выполнение заданий Государственного комитета обороны по увеличению выпуска вооружения для фронта»[1]
- орден Октябрьской революции
- три ордена Трудового Красного Знамени
- Сталинская премия третьей степени (1946) — за коренное усовершенствование технологии и организацию высокопроизводительного поточного метода